# Bech (Luxemburg)

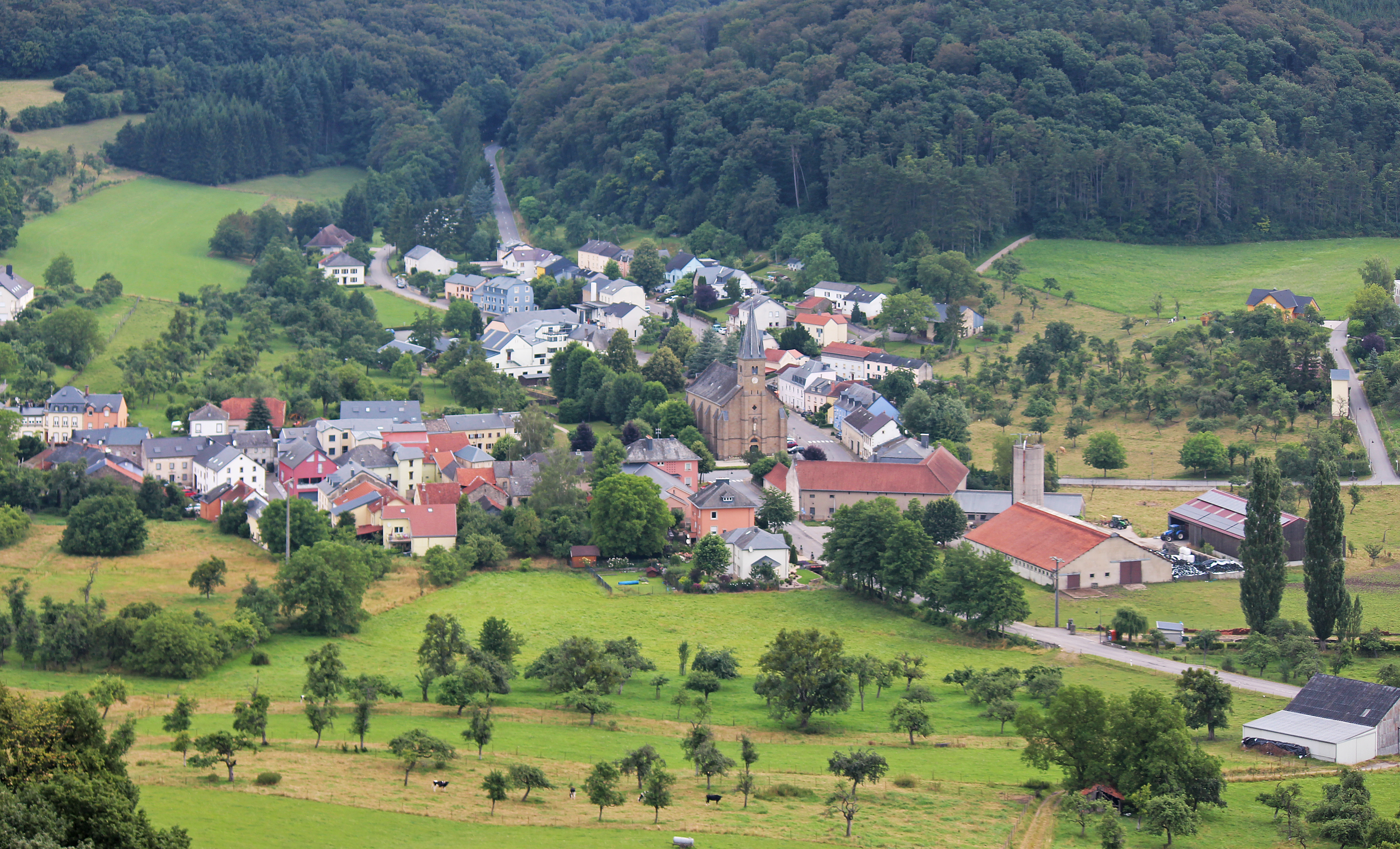
Bech, Hauptort der Gemeinde (2016).

Bech ist eine Gemeinde im Großherzogtum Luxemburg und gehört zum Kanton Echternach.

## Zusammensetzung der Gemeinde
Die Gemeinde Bech besteht aus den Ortschaften:
- Altrier
- Bech
- Blumenthal
- Geyershof
- Graulinster
- Hemstal
- Hersberg
- Kobenbour
- Kreizenhéicht
- Rippig
- Zittig
- Neidierfchen